# Người bạn cuối cùng
Last Friends (ラスト·フレンズ Rasuto Furenzu) là bộ phim truyền hình Nhật Bản trình chiếu trên kênh Fuji TV vào 10h tối mỗi thứ Năm hàng tuần, bắt đầu từ ngày 10 tháng 4/2008 đến ngày 17 tháng 6/2008. Tập phim đặc biệt bao gồm những cảnh chính và bổ sung thêm một số cảnh khác lên sóng vào ngày 26 tháng 6/2008.
Bộ phim là câu chuyện về Michiru Aida, một nhân viên cắt tóc làm việc ở một trung tâm thẩm mỹ tại Tokyo, nơi mà cô chỉ vừa mới quay lại sau 4 năm đi xa. Tuy nhiên cô lại có một cuộc sống bất hạnh, bị trù dập ở nơi làm việc, bạn trai thì đánh đập, đúng lúc này thì cô gặp lại người bạn thân nhất thời trung học, Ruka Kishimoto, một tay đua địa hình tài năng. Takeru, một nhân viên trang điểm được giới thiệu với Ruka qua người bạn cùng nhà Eri, và tất cả đều bắt đầu cho một câu chuyện phiêu lưu của bốn người bạn này.
Một bản truyện tranh (manga) tập trung vào mối quan hệ giữa Ruka và Michira được xuất bản ở Malika. Cho dù tập 11 được xem là tập cuối của phim tuy nhiên những cuộc gọi dồn dập đến nhà sản xuất yêu cầu làm thêm một tập đặc biệt, cuối cùng tập phim đặc biệt này cũng được trình chiếu vì độ nổi tiếng cũng như ảnh hưởng lớn của phim lúc đó.
Last Friends là bộ phim chiếm vị trí thứ nhất trong Danh sách 50 phim hay nhất của đài Fuji từ ngày 16/6 đến 29/6. Tuy nhiên, sau khi bản phim đặc biệt trình chiếu, phim rơi xuống vị trí thứ 6 và từ ngày 7 đến ngày 13 tháng 7, phim ổn định ở vị trí thứ 9. Aside from the official website at Fuji TV, another website has also been created, named "Last Friends: Another".

## Ý tưởng
Juri Ueno và Masami Nagasawa là hai diễn viên được chọn cho vai diễn Ruka và Michiru. Asami Mizukawa ban đầu dự định nhận vai một người bạn nữ khác trong phim, Taeko Asano. Tuy nhiên sau đó nhà sản xuất muốn một nhân vật nam thay vì nhân vật nữ do đó Takeru (Eita đóng) đã được chọn. Ban đầu bộ phim dự định phản ánh về vấn đề bạo lực gia đình và mối quan hệ đồng giới mà Nagasawa và Ueno là hai người đại diện, vì thế nhân vật có xu hướng bạo lực xuất hiện.
Ueno Juri được chính tác giả kịch bản Asano chọn sau khi xem cô diễn xuất trong phim Rainbow Song. Theo bà, trực giác của bà đã chỉ ra Juri là diễn viên hoàn hảo cho vai diễn đầy phức tạp của Ruka Kishimoto, vốn là một người có vấn đề về giới tính. Eita thì được chọn vì bà thấy chút nữ tính trong con người anh, còn Nagasawa được chọn do ở cô có nét của một người phụ nữ đầy đau khổ nhưng vẫn mỉm cười.
Mối quan hệ giữa Takeru và Ruka là một mối quan hệ nửa vời. Asano phác họa nhân vật Ruka rất mạnh mẽ và năng động do đó nhân vật có những yêu cầu rất đặc biệt từ đầu tóc cho đến hình dáng cũng như quần áo đối với Juri.

## Chủ đề
Tập trung vào những vấn đề nổi cộm của giới trẻ bây giờ, Last Friends đề cập đến rất nhiều vấn đề, trong đó những vấn đề nổi bật nhất là bạo lực gia đình, mất cân bằng giới tính, chấn thương tâm lý. Mỗi một vấn đề đều được đại diện bởi một nhân vật:
- Tình yêu - Michiru
- Sự tự do - Ruka
- Nỗi đau - Takeru
- Sự cô đơn - Eri
- Mâu thuẫn - Sousuke

## Tóm tắt
Michiru Aida là một thợ cắt tóc vừa quay lại Tolyo sau 4 năm đi xa. Cô quay lại cùng với bạn trai của mình, Sousuke Oikawa, người đang làm việc tại Ủy ban phúc lợi trẻ em. Tuy nhiên cô nhanh chóng nhận ra tình cảnh của mình, bị bạn trai đánh đập và bị đồng nghiệp trù dập. Ruka Kishimoto là bạn thân nhất của Michiru lúc học phổ thông, cô đang làm thêm tại cửa hàng phụ tùng xe máy đồng thời cô cũng là một tay đua xe địa hình tài năng. Cô có những bí mật mà không thể chia sẻ với ai, những bí mật này dần được tiết lộ qua 12 tập phim. Takeru Mizhushima là một nhân viên trang điểm chuyên nghiệp đồng thời anh còn làm công việc pha chế rượu tại quán ba, anh là một người trong quá khứ đã gặp một sang chấn tâm lý nghiêm trọng tác động tới thái độ của anh với tình yêu. Sự hội ngộ tình cờ của ba người này bắt đầu cho câu chuyện của bộ phim.

## Nội dung
Bộ phim bắt đầu với cảnh Michiru, lúc này đang mang thai, đi bộ dọc theo một cảng biến, suy nghĩ về những người bạn của cô đồng thời hối tiếc vì đã không ngăn được cái chết tồi tệ mà mọi người phải đón nhận. Cô cũng biết ơn rất nhiều sự giúp đỡ của người bạn thân nhất của mình, Ruka, tuy nhiên cô vẫn phải phụ lòng người bạn này vì những khó xử của mình.
Phim qua trở lại với thực tại, một ngày ở Tokyo, Michiru đang làm việc tại trung tâm làm đẹp thì thấy bạn trai, Sousuke Oikawa, mình đang chờ cô bên ngoài. Sau đó hai người cùng ăn tối, Sousuke tặng cô một chiếc cốc nhân ngày sinh nhật của cô đồng thời mong cô đến ở cùng với mình. Michiru sau đó xin phép mẹ mình và nhanh chóng chuyển đến ở với anhddeeer chuẩn bị cho cuộc sống của hai người cô đi mua sắm một số đồ nội thất gia đình. Tại của hàng, Ruka tình cờ trông thấy cô đi ngang qua, sau đó cô nhanh chóng đuổi theo Michiru đến bến xe bus. Trong lúc vội vàng đuổi theo Michiru, Ruka va phải Takeru, cô làm vỡ chiếc cốc mà mình vừa mới mua. Khi Michiru vừa xuống xe bus thì cũng là lúc Ruka đuổi kịp, đó là lần gặp lại đầu tiên giữa hai người bấnu bốn năm xa cách. Cách vài ngày sau đó, Ruka gặp lại Takeru một lần nữa khi Eri dẫn cô tới quán ba nơi Takeru đang làm việc.

## Diễn viên

### Nhân vật chính
Michiru Aida (藍田美知留 Aida Michiru) Diễn viên: Masami Nagasawa
Michiru Aida là nhân viên cắt tóc tại một cửa hàng chăm sóc sắc đẹp, ở đây cô luôn bị trù đập, ganh ghét bởi người đồng nghiệp khó tính "Niche". Còn mẹ cô thì không thèm quan tâm đến cuộc sống của cô, thậm chí còn quên cả ngày sinh nhật của cô. Cô hẹn hò với Sousuke, là người duy nhất cô có thể chia sẻ cảm xúc của mình, tuy nhiên bất hạnh tiếp túc đến với cô khi Sosuka lại là một kẻ vũ phu.
Cô có một người bạn rất thân là Ruka, tuy nhiên cả hai người chưa hề gặp lại nhau su khi tốt nghiệp năm 2003 vì bản thân Michiru đã chuyển đến sống ở Choushi.
Sau khi quay trở lại Tokyo, cô và Ruka tình cờ gặp lại nhau khi cô đang mua sắm một ít đồ nội thất chuẩn bị cho cuộc sống với Sosuke. Hai người gặp nhau và cùng ôn lại những ký ức đẹp đẽ khi còn là học sinh, khi cùng nhau ăn kem, cùng nhau trú mưa... Trong quá khứ, Ruka là người mà Michiru có thể chia sẻ mọi điều về cuộc sống của mình cũng như là người mà cô rất tin tưởng. Tuy nhiên khi quay về căn hộ sống chung với Sosuke, cô bị anh ta tát vì tưởng rằng cô đang hẹn hò với Ruka, người mà anh ta nghĩ là đàn ông khi đọc tin nhắn Ruka gửi cho cô. Michiru giải thích rằng Ruka là con gái và chỉ là bạn của cô nhưng Sosuke không tin, cô cố giải thích bằng cách tìm lại cuốn album ảnh thời trung học. Mặc dù vậy khi quay về nhà cũ cô vẫn không thể tìm được và lại bị Sosuke tát thêm vài cái nữa. Tủi thân vì bị đối xử bạo lực, cô rời khỏi đó, không thể quay về nhà vì mẹ cô đang cùng với một người đàn ông lạ mặt, cô chỉ còn có thể ra công viên. Ruka sau đó đã tìm thấy cô hoàn toàn theo linh tính mách bảo khi nhận được cuộc gọi nhỡ từ cô. Ruka quyết định đưa cô về ShareHouse, nơi cô đang ở. Tuy ở đây Michiru đã cười vui vẻ với mọi người nhưng khi ngủ nước mắt cô vẫn rơi, Ruka thấy và hôn cô.
Ruka tham dự cuộc thi đua xe địa hình, Michiru tặng cô một chiếc bùa bình an, là thứ mà Ruka tin rằng nó đã giúp cô vượt qua tai nạn xảy ra trong cuộc đua khi cô và xe bị trượt khỏi đường đua. Sau tai nạn, Michiru suýt bị Sosuke đánh ngay tại bệnh viên nơi Ruka đang điều trị, tại đây, Ruka đã chắn trước người Michiru và hét lên với Sosuke không được chạm vào "Michiru của tôi".
Sau khi bị Sousuke cưỡng bức Michiru chuyển đến sống với Ruka ở ShareHouse, nơi này Ruka và những người bạn khác cố gắng cách lý cô khỏi sự truy tìm của Sosuke. Một thời gian sau, cô chuyển về Choushi khi đã có thai 9 tháng, cô quyết định sinh con ở đây. Tuy nhiên bệnh cao huyết áp khiến cô khó sinh và có nguy cơ cả hai mẹ con đều không thể qua khỏi. Bằng vào sự nỗ lực của mình, cô đã vượt cạn thành công và quyết định đặt tên cái tên Rumi cho đứa con mới sinh. Cái tên Rumi có Ru trong Ruka và Mi trong Michiru. Ru cũng đồng thời xuất hiện trong tên Takeru.
Taeko Asano cho biết Michiru và Ruka không dựa vào hai nhân vậtMichiru và Haruka trong truyện Thủy thủ Mặt Trăng của tác giả Naoko Takeuchi.
Ruka Kishimoto (岸本瑠可 Kishimoto Ruka) Diễn viên: Juri Ueno
Là bạn thân nhất của Michiru, Ruka Kishimoto là một tay đua địa hình tài năng. Cô cũng là người không thích những ai phân biệt giới tính như quản lý của cô ở trường đua. Với sự nghiệp đua xe, cô cảm nhận thấy "mọi thứ dường như biến mất" và "cậu sẽ thấy mình như lướt đi trên không" mặc cho những định kiến về giới tính của cô khi tham gia môn thể thao vốn dành cho đàn ông này. Ruka sống tại Share House với Eri.
Vấn đề chính của cô được nói đến xuyên suốt bộ phim là tình yêu của cô dành cho Michiru. Có những tình tiết trong phim cho thấy điều này hết sức rõ ràng, tuy vậy Michiru thì lại không nhận ra điều này, cô chỉ nghĩ Ruka là người bạn thân thiết nhất của mình. Nhưng bạn trai cô, Sosuke thì lại nhận ra sự đặc biệt trong cách đối xử của Ruka với Michiru, anh ta nói, cách Ruka nhìn Michira giống với cách nhìn của một thằng đàn ông. Her relationship with Takeru is different. While Takeru loves Ruka, Ruka treats him like a friend. Her father even states that Takeru looks "weak", much to Ruka's amusement.
Trong quá khứ, cô và Michiru thường hay đạp xe cùng nhau trên phố, gặp rắc rối bởi những cảnh sát tuần tra, rồi cùng nhau vui đùa trong công viên, nơi mà Michiru có thể tâm sự những chuyện về cô, gia đình cô với Ruka. Và Ruka thường sẽ lắng nghe hết những điều đó, ở lại cùng Michiru vì cô không thể để Michiru khóc. Ruka tốt nghiệp trung học phổ thông vào năm 2003.
Chiếc xe đua của cô đánh số thứu 27. Juri bắt đầu tập lái xe cho những cảnh đua xe từ tháng Hai, cô từng than thở rằng chiếc xe quá nặng so với mình khi trọng lượng của nó lên tới 90 kg.
Taeko Asano nói rằng Juri phải thay đổi rất nhiều từ hình ảnh của Noda Megumi trong phim Nodame Cantabile sang hình ảnh của Ruka, một cô gái rất mạnh mẽ và cá tính. Bà cũng nhận xét về khả năng diễn xuất của Juri khi khen cô là "một thiên tài diễn xuất". Bà cho biết thêm rằng Juri đã thay đổi không chỉ mình kiểu tóc, quần áo cho giống với Ruka mà còn thay đổi cả cách đi đứng, nói chuyện, hành động trong cuộc sống thường ngày sao cho giống với nhân vật Ruka mà bà phác họa nhất. Ueno stated that the role of "Ruka" was starting to have an effect on her.
Takeru Mizushima (水島 タケル Takeru Mizushima) Diễn viên: Eita
Một nhân viên trang điểm chuyên nghiệp, một nhà tạo mẫu tóc và cả một bartender làm việc ở quán bar, Takeru bị chấn thương tâm tâm lý sau khi trải qua một tai nạn thời nhỏ, vì lẽ đó là anh không thoải mái khi ở bên cạnh phụ nữ, ngoại trừ Ruka, người mà anh đem lòng yêu. Điều này cộng thêm với việc anh vẫn chưa bao giờ có bạn gái khiến cho nhiều người cho rằng anh là "gay" mà Eri là người đầu tiên nghi ngờ.
Khi anh còn nhỏ, bố anh là người hay ngược đãi con cái, mẹ anh thì muốn giữ hai đứa con ở cạnh mình. Chị gái anh muốn có một đồng minh trong câu chuyện gia đình, một người không phản bội lại chị ta, và Takeru được chọn. Trong phim không nói rõ ràng câu chuyện xảy ra giữa Takeru và chị gái tuy nhiên, vì câu chuyện này nên mới gây ra chứng sợ tiếp xúc với phụ nữ của anh.
Trường hợp chấn thương tâm lý của Takeru là dạng chấn thương nặng, Sosuke cũng từng nói rằng, Takeru bị ảnh hưởng bởi những tác động từ phía Ruka ở chiều ngược lại. Việc sau này Takeru mất việc cũng do những hậu quả của sự tổn thương này.
Sau khi Michiru biến mất, Takeru luôn luôn ở cạnh Ruka và tìm cách an ủi cô nhằm xoa dịu sự mất mát của cô. Khi hai người đi tìm Michiru, họ đã gặp lại cô ở một bênh viện địa phương sau khi bị mộ tai nạn xe cộ nhỏ. Khi Michiru đặt tên cho bé, Takeru đã nhận làm cha của đứa bé.
Eri Takigawa (滝川 エリ Takigawa Eri) Diễn viên: Asami Mizukawa
Là một tiếp viên hàng không, Eri là một cô gái may mắn khi được chu du khắp nơi trên thế giới tuy nhiên cô lại là một người bất hạnh trong tình yêu. Cô cùng với Ruka là những thành viên duy nhất sống tại ShareHouse trước khi nội dung của phim diễn ra. Do đặc thù công việc nên Eri cũng có thể nói được rất nhiều ngôn ngữ.
Eri là mẫu người thẳng tính, có gì nói nấy, ngay cả việc đoán tình cảm của Ruka dành cho Michiru.  Mặc dù Ruka phủ nhận việc này, cô nói rằng mình đối xử như nhau với mọi người trong nhà, nhưng Eri lại không cho là như vậy, vì cô thấy cách cư xử của Ruka với các thành viên trong nhà là rất khác. Cuối phim, khi biết sự thật về vấn đề giới tính của Ruka, cô đã hơi bất ngờ và cảm thấy mình hơi vô tâm khi không sớm nhận ra việc này.
Khi Ogurin xin lỗi vì việc sẽ chuyển đến làm việc ở chi nhánh Milan sau việc ly dị với vợ cũ, Eri đã rất bực bội. Tuy nhiên, ngày sau đó khi cô đến nơi làm việc, Ogurin bỗng dưng xuất hiện với một bó hoa hồng trên tay và xin hỏi cưới cô, cô đã đồng ý. Mặc dù Ogurin không phải là một chàng trai có nhiều ưu điểm thì Eri cho rằng chỉ cần tình yêu giữa hai người là đủ với họ. Sau khi cưới cả hai chuyển ra khỏi "ShareHouse" đến sinh sống ở Italy,, mặc dù vậy cuối cùng cả hai vẫn quay lại sau một năm và hội họp với các nhân vật chính khác của phim.
Sousuke Oikawa (及川 宗佑 Oikawa Sousuke) Diễn viên: Ryo Nishikido
Sousuke Oikawa là bạn trai của Michiru, làm việc ở Uỷ ban phúc lợi trẻ em. Anh ta ngược đãi Michiru và có vẻ có xu hướng của triệu chứng "đa nhân cách" khi cứ mỗi khi đánh đập Michiru xong anh ta lại quay trở lại xin lỗi và cầu xin sự tha thứ từ cô. Anh ta sau đó đã đánh gãy tay Takeru vì cho rằng Takeru là người mà Ruka nói rằng đang yêu Michiru. Sousuke cũng từng suýt cưỡng bức thành công Ruka, tuy nhiên Ruka đã cố phản kháng lại và cuối cùng cũng thoát khỏi căn hộ của Sosuke sau khi đập chiếc đèn bàn vào đầu Sosuke.
Mối quan hệ duy nhất của anh ta ngoài câu chuyện tình cảm với Michiru là với một cậu bé sau khi cứu cậu khỏi tay một người cha bạo hành. Anh cứu đứa bé khi nó sắp bị một chiếc tàu hỏa cao tốc đâm, cậu bé bị gãy một vài chiếc xương sau đó.
Trong quá khứ, khi lên 10 tuổi, bị mẹ mình bỏ rơi sau khi đi theo một người khách hàng tại nơi cô ta làm việc, Sosuke được nuôi lớn bởi rất nhiều người, phần lớn và các mối quan hệ họ hàng với bố mẹ anh. Chính vì những chuyện này mà anh bị ám ảnh bởi hình ảnh một gia đình hạnh phúc và luôn muốn ép Michiru cưới mình.
Vào cuối phim, Sousuke tự tử vì anh ta nhận thấy mình không thể đem lại hành phúc cho Michiru sau khi nhân thấy tình yêu của các thành viên của "ShareHouse". Trước khi chết, anh viết một bức thư cho cô, giải thích hết mọi lý do cho những hành động bất thường của mình đồng thời anh cũng thú nhận rằng cách duy nhất để giải thoát cho Michiru là anh ta phải chết đi.
Masami Nagasawa, diễn viên đóng người bạn gái của Nishikido, Michiru, nói rằng "diễn xuất của anh ấy rất khác với tôi, anh ấy lúc nào cũng lo lắng cho tôi mỗi khi tôi bị thương ở đâu đó khi đang đóng phim"

### Nhân vật phụ
Tomohiko Ogura - Diễn viên: Shigenori Yamazaki
Tomohiko Ogura là đồng nghiệp với Eri, cả hai cùng làm việc trong ngành hàng không. Anh bị người vợ mình là Eiko "cắm sừng" và do cô đã mang một người đàn ông khác ở trong căn nhà của hai người nên anh không muốn ở lại đó nữa. Eri gợi ý anh chuyển đến ShareHouse, tại nơi này thông qua tiếp xúc với những thành viên khác anh đã dần dần tìm ra lối đi mới cho mình. Tên thường gọi của anh là Ogurin, trên thực tế Ogurin là một người rất nhút nhát, anh không có đủ can đảm để đối mặt với những vấn đề trong cuộc sống của mình.
Sau một thời gian chung sốn, anh  đã yêu Eri và sau khi cầu hôn cô, hai người đã cưới nhau. Của hai chuyển đi khỏi ShareHouse và chuyển đến sống tại Italy bời vì trước khi cầu hôn Eri anh đã làm đơn chuyển công tác đến một chi nhánh tại đó.
- Aki Nishihara vai Reina Hiratsuka
- Rea Ranka vai Sayuri Mita
- Sayaka Hirano vai Mayumi Okabe
- Mitsuko Baisho vai Chinatsu Aida

Bà là mẹ của Michiru, một người bị nghiện rượu nặng và không mấy khi quan tâm đến con gái của mình. Bà còn ham chơi cờ bạc và do đó nợ nần rất nhiều tiền, việc này thường khiến cho vấn đề tài chính của Michiru thêm tồi tệ. Vào thời điểm bắt đầu bộ phim, bà đang quan hệ với một người đàn ông khác khiến cho Michiru cảm thấy bực mình mỗi khi về nhà. Mỗi khi bà cần tiền để thanh toán một món nợ cờ bạc nào đó, Sousuke đến và thanh toán ch bà ta, thay vào đó bà phải cung cấp thông tin về nơi ở của Michiru.
- Takeru Shibuya vai Naoya Higuchi
- Toshiyuki Kitami vai Kenichiro Endo
- Yuko Ito vai Yuko Shirahata

Chị gái của Takeru. Những sự việc xảy ra giữa hai chị em không rõ ràng, thường được miêu tả qua một số đoạn ký ức ngắn của Takeru. Tuy nhiên một điều chắc chắn rằng cô chính là người gây ra chứng sợ tiếp xúc với phụ nữ của Takeru.
- Tetsushi Tanaka vai Kazumi Hayashida

Hayashida là quản lý, cấp trên của Ruka ở trường đua và xưởng phụ tùng xe máy. Anh là một người có khuynh hướng phân biệt giới tính, Hayashida tin rằng phụ nữ không thể thành công trong môn đua xe địa hình, không thể đạt đến tốc độ cũng như đẳng cấp của các tay đua nam. Anh trong một lần say rượu đã tìm cách suồng sã Ruka, tuy nhiên Ruka đã cố gắng chống cự và chạy thoát khỏi.
- Mayumi Asaka vai Yoko Kishimoto
- Mitsuru Hirata vai Shuji Kishimoto
- Mitsuki Nagashima vai Shogo Kishimoto

Shogo là cha đẻ của Ruka. Cả gia đình Kishimoto là nguồn động viên rất lớn về tâm lý với Ruka, những thành viên trong gia đình luôn luôn ủng hộ mọi quyết định của cô, dù cho bất cứ lý do gì đi nữa.

## Bối cảnh
Phim quay tại Tokyo.
Ngôi nhà "ShareHouse" xuất hiện trong phim được đoàn làm phim thuê với giá 40000 Yên mỗi người. Takeru từng đề cập với Chinatsu Aida rằng căn nhà được chia ra cho năm người, tuy nhiên toàn bộ căn nhà thì chưa được lên phim đầy đủ. Khi phim mới bắt đầu, Ruka và Eri là hai thành viên duy nhất của ShareHouse, nhưng chỉ ngay sau đó, Takeru, Ogurin và Michiru chuyển đến. Cả năm thành viên có riêng phòng ngủ cho mỗi người nhưng các phòng chức năng như nhà tắm, phòng vệ sinh, phòng khách là dùng chung.
Công viên Inokashira cũng là một địa chỉ đáng kể khác. Khi Michiru và Ruka còn học phổ thông, hai người thường đi đến công viên này dạo chơi. Michiru và Ruka thường hồi tưởng những ký ức của hai người ở đây ngày còn là học sinh. Ruka từng tìm thấy Michiru ở đây sau khi cô bị Sousuke đánh khi mới đến ở nhà của anh ta. Ruka và Michiru cũng hàn gắn lại mối quan hệ ở đây sau những tranh chấp về Sosuke tại đây, một cuộc gặp gỡ do Takeru sắp xếp. Công viên cũng là nơi cuối cùng Michiru xuất hiện  trước khi cô biến mất sau khi phát hiện ra bí mật của Ruka.

## Truyền thông

### Truyện tranh (Manga)
Truyện tranh đặc biệt tập trung vào mối quan hệ giữa hai người khi còn là học sinh phổ thông.

### Nhạc phim
- Tên DVD: Last Friends Original Soundtrack
- Ngày phát hành: 11 tháng 6/2008

Album OST bao gồm 21 bài hát, tất cả đều được sáng tác bởi Akio Izutsu ngoài trừ bài cuối cùng except the last track.
| Track | Tên                                      |
| ----- | ---------------------------------------- |
| 1     | イーチ·リビング (Each Living)            |
| 2     | グッド·フェローズ (Good Fellows)         |
| 3     | エターナル·コース (Eternal Course)       |
| 4     | マインド·ベンダー (Mind Bender)          |
| 5     | スパイラル·ハート (Spiral Heart)         |
| 6     | オン·オフ (On Off)                       |
| 7     | ディア·フレンズ (Dear Friends)           |
| 8     | インナー·サークル (Inner Circle)         |
| 9     | レイジー·デイズ (Lazy Days)              |
| 10    | リトル·シャイン (Little Shine)           |
| 11    | ブラインド·リマインダー (Blind Reminder) |
| 12    | スナップ·ショット (Snapshot)             |
| 13    | アイコール·ユアネーム (I Call Your Name) |
| 14    | メモリー·レイク (Memory Lake)            |
| 15    | コールド·ブレイン (Cold Brain)           |
| 16    | フレンド·シップ (Friendship)             |
| 17    | ドロップ·モーション (Drop Motion)        |
| 18    | シークレット·ポエッツ (Secret Poets)     |
| 19    | ブランニュー·シーズン (Brand New Season) |
| 20    | レッド·ストリングス (Red Strings)        |
| 21    | Prisoner Of Love Instrumental Version    |

### Bộ DVD
Tất cả các tập phim được tập hơn trong một bộ đĩa DVD và xuất bản vào ngày 15 tháng 10/2008. Có tất cả sáu đĩa, trong đó bao gồm có thêm các phụ phẩm đính kèm như sê-ri "Eri - Tình yêu của tôi" và một số các thứ khác. Giá bán lẻ của bộ DVD được niêm yết là 22800 yen, giá này chưa bao gồm thuế.

### Ngoài lề
Toàn bộ ê-kíp diễn viên chính của bộ phim từng xuất hiện rong gameshow 2008 Waratte Iitomo phiên bản mùa xuân năm 2008. Đội Last Friends ghi được tổng cộng 1330 points, xếp hạng thứ hai trên bảng xếp hạng tổng của chương trình. Ueno Juri, Asami Mizukawa và Ryo Nishikido là ba thành viên tham gia phần chơi bắn cung, mỗi người đều ghi được 100 điểm, tuy nhiên điểm của Ryo Nishikido được nhân đôi thành 200 vì anh dùng mũi tên Vàng.
Masami Nagasawa, Ueno Juri và Eita xuất hiện trong "talk show" Mentore G vào ngày 1 tháng 6/2008. Mọi người nói về vai diễn của mình cũng như những kế hoạch hoạt động của họ sau khi kết thúc bộ phim cũng như đề cập về sở thích của từng người hay những món ăn yêu thích.
Nagasawa, Ueno và Eita cùng xuất hiện trên trang bìa của ấn bản The May, tạp chí KazeRock như các thành viên cua một ban nhạc rock.
Nagasawa và Ueno còn xuất hiện trong một buổi phỏng vấn trên kênh Mezamashi TV. Eita nhận xét vui rằng hai người trông rất giống Michiru và Ruka khi hai người cùng nắm tay nhau. Nagasawa và Juri thì đều cho rằng đó chỉ do hai ngườ lúc đó đang khá hồi hộp mà thôi.
Một buổi phỏng vấn trên kênh radio trước khi tập cuối lên sóng đã được phát vào ngày 15 tháng 6/2008, đây là một buổi phỏng vấn thường xuyên nằm trong chương trình của Nagasawa. Buổi phỏng vấn thực hiện tại Odaiba Wangan Studio, các khách mời là Juri, Eita, Mizukawa and Yamazaki.
Ueno, Mizukawa và Eita đều là diễn viên tham gia trong bộ phim live-action Nodame Cantabile. Do đó Nagasawa nhận xét rằng trong buổi phấn này ba người hợp tác với nhau rất ăn ý.
Năm chiếc cốc dành riêng cho từng nhân vật được làm bởi Okaeri để sử dụng trong phim hiện tại đang được bày bán.

## Danh sách các tập phim
| | |                    |                          |  |  |  |
| 1 | "Những vấn đề của chúng tôi: Bạo lực, mang thai và tình yêu thầm kín" (誰にも言えない悩み DV、妊娠、禁断愛) | 13.9               | Ngày 10 tháng 4/2008     |  |  |  |
| Tập phim bắt đầu với cảnh Michiru, khi này đang mang thai, đi dọc bến cảng, tự hỏi về cuộc sống của những người bạn cũng như về cái chết của một người mà cô yêu quý. Câu chuyện bắt đầu với cảnh Michiru làm việc ở một cửa hiệu chăm sóc sắc đẹp, sau đó cô hẹn với người yêu mình Sosuke trong quán ăn, ở đây Sosuke đã đề nghị đưa cô về ở cùng với mình. Hôm sau, khi đang mua sắm một ít đồ dùng cá nhân cho cuộc sống mới với Sosuke, Ruka tình cờ nhận ra cô. Đó là lần gặp gỡ đầu tiên của hai người sau 4 năm xa cách. Một ngày sau, Ruka và Takeru gặp nhau ở một ngã tư, lúc này cô vẫn chưa nhận ra anh là người mà cô đã tông phải khi vội đuổi theo Michiru hôm trước. Tối hôm đó, Eri đưa Ruka tới quán bar nơi Takeru đang làm việc, tới lúc này qua sự giới thiệu của Eri hai người mới chính thức biết nhau. Sosuke trong một lần tình cờ xem điện thoại của Michiru đã đọc được tin nhắn Ruka gửi cho cô, anh hiểu nhầm rằng Ruka là "đàn ông" và đang tán tỉnh Michiru, bực tức, anh ta đã tát cô. Uất ức vì bị oan, Michiru bỏ nhà đi, cô tới công viên nơi cô và Ruka đã có nhiều kỷ niệm với nhau khi còn là học sinh phổ thông. Ruka, hoàn toàn chỉ dựa vào linh cảm, tìm thấy và đưa cô về nhà mình, ShareHouse, nơi cô sống cùng Eri, còn Takeru cũng đang ở đó theo lời mời của Eri. Mọi người vui chơi cả đêm và ngủ lại ở đó. Buổi sáng, Ruka là người dậy sớm nhất, cô ngắm Michiru đang say ngủ, nhưng những giọt nước mắt bỗng dưng chảy ngay cả khi Michiru đang ngủ, Ruka thấy và hôn cô.      | |                    |                          |  |  |  |
| 2 | "Bí mật sống còn" (命がけの秘密)                                                                            | 15.9               | ngày 17 tháng 4 năm 2008 |  |  |  |
| Ruka sắp tham dự cuộc thi motor Kanto và cô khá hồi hộp khi đây là lần đầu tiên cô tham dự một cuộc thi chuyên nghiệp. Trong khi đó, Michiru lại được Takeru đưa cho một vé xem cuộc đua đó với hi vọng cô có thể đến xem. Bản thân Michiru bị hốt hoảng khi Sousuke đã ép cô cắt tóc cho anh ta tại nhà với một thái độ rất cực đoan. Sau khi Michiru thề sẽ không cắt tóc cho bất kỳ người đàn ông nào nữa thì Sosuke mới chịu bỏ qua, tuy nhiên anh ta không chấp nhận cho Michiru tới xem cuộc đua của Ruka. Tại cuộc đua sau đó, Ruka đã gặp một chấn thương và được đưa vào bệnh viện, chăm sóc cô là Michiru và Takeru. Trong lúc cô ra ngoài đi vệ sinh, vô tình cô nghe thấy cuộc nói chuyện giữa Michiru và Sosuke, lúc này Sosuke đang trách mắng Michiru vì đã vắng mặt quá lâu ở nhà, cũng như việc cô ở lại để chăm sóc Ruka. Cho tới khi anh ta định lấy ghế để đánh Michiru, Ruka đã xông ra giữa hai người, cô làm rơi cả nạng chân, ngã xuống sàn, che trước người Michiru đồng thời cô hét lên với Sosuke, không được chạm vào "Michiru của tôi". | |                    |                          |  |  |  |
| 3 | "Tình yêu đau đớn" (命を削る想い)                                                                           | 15.6               | ngày 24 tháng 4 năm 2008 |  |  |  |
| Michiru bị yêu cầu không được liên lạc với Ruka, tuy nhiên cô vẫn nói chuyện hàng đêm với Ruka mỗi khi Sosuke không để ý. Tuy nhiên với tính đa nghi của mình, anh ta vẫn bắt gặp và một lần nữa, anh ta nhấn mạnh việc Michiru không được liên lạc với Ruka dưới bất kỳ hình thức nào. Bức xúc vì những lời lẽ Sosuke dùng để chửi bới ruka, Michiru đã đứng đối diện với anh ta và nói, không được nói xấu về "Ruka của tôi nữa". Bị kích động bởi những lời nói của Michiru, Sousuke đã đánh đập cô rất thậm tệ. Trong lúc mê muội sau trận đòn đó, cô đã đến ShareHouse, ngã vào vòng tay Ruka và khóc nức nở. | |                    |                          |  |  |  |
| 4 | "A bond torn apart" (引き裂かれた絆)                                                                        | 15.9               | ngày 1 tháng 5 năm 2008  |  |  |  |
| Michiru ở lại ShareHouse sau khi bị bạo hành, trong khi đó, Sosuke vẫn đang cố tìm kiếm cô. Vào bữa tối hôm sai, Eri chọc Ruka khi thấy thái độ của cô với Michiru giống người yêu hơn là giống bạn. Tất nhiên là Ruka phủ nhận việc đó. Một ngày, sau một buổi tập xe Ruka nhận ra cô đang bị Sosuke theo dõi,để ngắt đuôi anh ta, cô mời huấn luyện viên của mình đi ăn tối cùng, tuy nhiên huấn luyện viên lại lấy đó làm cơ hội để sàm sỡ cô. Cô yếu ớt chống trả và lần đầu tiên cảm thấy bất lực vì mình quá yếu, nhưng may mắn là huấn luyện viên đang say, cô đẩy anh ta ra rồi chạy đến quán bar nơi Takeru đang làm việc. Khi tới nơi, cô ngã xuống ngay trước mặt Takeru và anh đã ôm cô vào lòng. Ngày hôm sau, mẹ của Michiru gọi điện bảo cô phải về thăm mình, tuy nhiên đó chỉ là vở kịch mà Sosuke dàn dựng để tìm thấy Michiru và biết được nơi cô đang ở. Khi Ruka quay về nhà cô đã bị Sosuke bám theo và yêu cầu được gặp Michiru, cô không đồng ý còn Sosike thì đứng chờ dưới mưa ở ngoài căn nhà. Buổi sáng hôm sau, khi Michiru ra ngoài đổ rác côthaaysa Sosuke đang nằm co ro dưới đất, cô đã chạy ngay đến với anh ta. Lúc đó cô không biết rằng Ruka đứng ở trước cửa và trông thấy tất cả. | |                    |                          |  |  |  |
| 5 | "A night of shock" (衝撃の一夜)                                                                             | 19.9               | ngày 8 tháng 5 năm 2008  |  |  |  |
| Michiru takes Sousuke back to his apartment. He has caught a terrible cold and is bedridden. When she returns to the ShareHouse, she announces that she is going to work in Niche again. Eri gives her a key to the ShareHouse, telling her that she is a member of their group. The next day, Ruka invites Takeru and Michiru to her family house for a party. Ruka's family is impressed that Ruka invited Takeru because such a thing has never happened before, much to Ruka's annoyance. Ogurin and Eri are supposedly on a "date" but actually they are outside Ogurin's house, where plans to divorce his wife. Being too weak however, Ogurin stays the night at his place while Eri goes back to the ShareHouse. Ruka and Michiru stay the night while Takeru goes back home to find a semi drunken Eri. Takeru's fear of a woman is seen when Eri tries to seduce him. Michiru and Ruka talk about their past. At Ruka's next race, Michiru receives a call from Sousuke. She initially refuses to answer it, but relents at Ruka's celebration party. Sousuke tells her that he is going to commit suicide and Michiru runs out of the pub only to be confronted by Ruka. Upset by the fact that Michiru isn't strong enough, Ruka lets her go. Upon arriving at Sousuke's apartment, Michiru sees Sousuke alive but is shocked to see her graduation album burning. | |                    |                          |  |  |  |
| 6 | "A desperate gateaway" (命がけの逃避行)                                                                     | 17.2               | ngày 15 tháng 5 năm 2008 |  |  |  |
| At the ShareHouse, Takeru, Eri and a semi-druken Ruka are shocked to see Ogurin, who has came back after a long argument with his wife. Ruka gets angry at him, but Eri leaves it as it is. When Michiru hasn't made an appearance to any of the ShareHouse members since she left the pub after Ruka's race, Takeru goes to the beauty parlour and finds out that Michiru has resigned. Ruka appears to not care about Michiru at all, but she admits to herself that the only reason why she doesn't look at Michiru eye to eye is because she would want to look at her forever. The next day, Eri forces Ruka to walk with her to the station so that she could talk to her. Eri guesses the harsh treatment from Ruka towards Michiru is because Ruka truly loves Michiru. Ruka avoids her, instead countering with her own question on why Eri allows Ogurin into her room. Eri replies its because she cannot forever not forgive Ogurin. Takeru calls Ruka at the gym, and requests her to come to the park to fix his bike. Ruka gets suspicious, and when she starts to test the two seater bicycle, Michiru hops on and starts cycling. The three spend a peaceful afternoon at the park. Later, Ruka discovers that her family received a threatening letter from Sousuke. She denies his claims, and goes back to the ShareHouse. Upon arriving, she decides to go out again. Takeru catches up with her, and Ruka feels the urge to tell him about herself. Just as she is about to, Takeru tells her he likes her. | |                    |                          |  |  |  |
| 7 | "A harsh reality" (残酷な現実)                                                                              | 16.0               | ngày 22 tháng 5 năm 2008 |  |  |  |
| Eri spots Ogurin with his wife at the airport. Sousuke gets injured while protecting a kid. Ruka is angry at Takeru for trying to interfere with her problems. When the kid shows up with a letter for Michiru, Ruka makes Eri promise not to give it to Michiru. Eri insteads goes to the hospital and confronts Sousuke, but is shocked to find out that he has written dozens of letter for Michiru. She takes all the letters, but doesn't give it to Michiru. | |                    |                          |  |  |  |
| 8 | "Last letter" (最後の手紙)                                                                                  | 18.8               | ngày 29 tháng 5 năm 2008 |  |  |  |
| Ruka decides to move out of the ShareHouse to Fussa due to the anguish she feels by not telling everyone else about her true self. She attempts to leave early, but Michiru insist on walking to the park at least. There, they talk about their past and Ruka says that it is time to leave. Takeru finds a letter in the ShareHouse from Ruka, explaining her problems and why she trusts him. He runs, and meets Ruka just in time at the park. Takeru explains that he will support Ruka no matter what, and runs to hug her. Ruka, relieved at the thought that somebody finally understands her, returns the hug. Michiru misinterprets this as a sign that Ruka and Takeru are in a relationship. | |                    |                          |  |  |  |
| 9 | "Your life" (君の命)                                                                                        | 18.0               | ngày 5 tháng 6 năm 2008  |  |  |  |
| Everybody is worried about Ruka's race, as if she wins she will make it into the Final Round. She wins, and the rest of the ShareHouse members open up a champagne to celebrate. Ruka arrives the next day at the ShareHouse to celebrate her win. The next morning, Takeru's sister turns up but leaves before he wakes up. Michiru and Takeru then go visit Michiru's mother, however it is discovered that Chinatsu has made contact with Sousuke already and owes him a debt. On their way back, Michiru visits the department store and is shocked to see Sousuke. She tells him to leave her alone as she likes someone. Sousuke interprets the person to be Takeru, and Takeru ends up badly injured. Ruka goes to Sousuke's apartment to tell him off about the letters he had been circulating and to leave Michiru alone. Sousuke asks whether it was Ruka's plan all along to interfere with his and Michiru's relationship. Ruka replies that it wasn't, and tells Sousuke flatly that the love he has for Michiru isn't real love. Sousuke is puzzled, and ask Ruka how can she say so. Ruka finally admits that the one who truly loves Michiru is herself, and a fight between both of them ensues. | |                    |                          |  |  |  |
| 10 | "Love and death" (最終章·愛と死)                                                                            | 20.7               | ngày 12 tháng 6 năm 2008 |  |  |  |
| After nearly getting raped by Sousuke, Ruka rushes to a department store to buy a new shirt. The day proceeds as normal, until Michiru overhears Ruka's conversation with Takeru. Shocked with Ruka's confession of love, Michiru leaves the ShareHouse. When Michiru returns to Sousuke's apartment to collect her things, she finds Ruka's good luck charm and demands to know what happen to Ruka. Sousuke smugly replies that he "broke her pride". Just as Michiru is about to leave, Sousuke grabs and rapes her. Afterwards, Sousuke finds the photos Michiru has along with the ShareHouse members, looking happier than ever. Michiru tells Sousuke that she will stay with him as long as he doesn't hurt any more of her friends. He decides to kill himself because he cannot give Michiru that happiness. | |                    |                          |  |  |  |
| 11 | "To the future" (未来へ)                                                                                    | 22.8 25.9 (Ending) | ngày 19 tháng 6 năm 2008 |  |  |  |
| Sousuke commits suicide. Ogurin and Eri gets married. When Ruka and Takeru are left alone at the ShareHouse, Takeru drags Ruka along to find the whereabouts of Michiru. After a minor motorcycle accident, they find Michiru at the hospital. They learn that Michiru is pregnant, as well as living independently in a ryokan. When Michiru gets a contraction, they immediately rush to the hospital. Complications arises as Michiru has high blood pressure and might not live, yet she pulls through and delivers the baby. Ruka is the first to hold Rumi and Takeru declares he is "papa". The series ends with Ruka, Michiru and Takeru at a beach each enjoying each other's presence. | |                    |                          |  |  |  |

### Special
| |      |                          |  |  |  |  |
| "The love of young people who live the moment" (スペシャルアンコール特別編総集編に新撮シーンも加え再編集!今を生きる若者達の愛) | 17.4 | ngày 26 tháng 6 năm 2008 |  |  |  |  |
| Set after a year of Sousuke's death, this special consist of a recap of the entire series and features what happens to the ShareHouse members. Ogurin and Eri have returned from Milan, Michiru visits Sousuke's grave, Takeru's sister calls and Ruka appears after her practice. The special ends with a reunion dinner and all the ShareHouse members cheering for their future. |      |                          |  |  |  |  |

## Reception
Last Friends was number 1 on Fuji's top 50 list during its run. However, it had since dropped to 6th place after the broadcast of the special and as of the week of July 7 to 13, Last Friends ranked 9 on the Top 50 list. The series have subsequently dropped to the 15th place and then the 16th place as of the week July 21 to 27. From July 27 to August 3, Last Friends ranked 19 and then moved up to 18 at August 10.
In the first quarter of 2008, Yahoo word search ranking placed Last Friends 1st on the list.
Oricon Style had a poll for the female audience's favorite actor and actress right after Last Friends finished its run. Ueno was voted 1st, while Nagasawa was tied with two others at 6th place. Eita tied in 4th position.
Last Friends came second in the "Best Drama" at the 12th Nikkan Sports Drama Grand Prix. Juri Ueno won "Best Supporting Actress" while Ryo Nishikido won "Best Supporting Actor." Masami Nagasawa tied in fourth place for "Best Actress" while Eita also came fourth in the "Best Supporting Actor" category.
In the 57th Television Drama Academy Awards, Last Friends was voted 1st for Drama series. Masami Nagasawa won the 3rd Best Female Actress award. Juri Ueno came in 1st for Best Supporting Female Actress, while Ryo Nishikido won the Best Supporting Male Actor award. Both Ueno and Nishikido won with straight sets from the judges, fans and critics. Eita was the runner up in the Best Supporting Male Actor category. Last Friends was also voted for having the Best Script and Directors, and Prisoner of Love won the Best Theme Song award.